# Spirama inaequalis
Spirama inaequalis là một loài bướm đêm trong họ Erebidae.